# BSフジ
株式会社ビーエスフジ（英: FUJI SATELLITE BROADCASTING, INC.）は、BSデジタル放送を行っているフジテレビ系列の衛星基幹放送事業者で、フジ・メディア・ホールディングスの連結子会社である。
チャンネル（サービス）の名称は『BSフジ』（英: BS FUJI）で、リモコンキーIDはフジテレビのアナログ親局8chから「8」。

## 概要
2000年12月1日に一斉開局（放送開始）した、民放キー局系のBSデジタル放送局の1局。
2006年1月、民放系のBSデジタル局としては初の単月黒字を達成した。また、2007年3月期の決算でもBSジャパン（現・BSテレビ東京）ととともに黒字（純利益1億7900万円）となった。
2016年3月期の決算は民放のBSデジタル局トップで、売上高167億6100万円、純利益16億6800万円で、増収増益となった。
2008年10月1日をもって、筆頭株主であるフジテレビが認定放送持株会社「フジ・メディア・ホールディングス」となり持株会社制に移行。2011年4月1日付で株式交換によりフジ・メディア・ホールディングスの完全子会社となった。同年8月8日には、フジ・メディア・ホールディングスがBSフジの無償減資を行い、236億700万円（2010年3月期末）の累積損失を解消させた。
現在のキャッチコピーは、「プライム★メディア BSフジ」（2011年4月1日から使用）。それ以前は2008年4月1日から「おもしろきれい BSフジ」、2010年4月からの1年間は開局10周年にちなみ「おもしろきれい★10周年 BSフジ」を使用していた。
2015年「あなたがあなたに戻るとき BSフジの22時」と題した、大人向けのエンターテインメント番組の拡充を実施。

## 沿革
- 1998年（平成10年）12月15日 - 株式会社ビーエスフジを設立。初代代表取締役社長はフジテレビ常務で元アナウンサーの浪久圭司。
- 2000年（平成12年）12月1日 - 午前11時に「BSフジ」の本放送を開始。テレビ放送用に22スロットが割り当てられる。同時にBSデジタルテレビジョン放送付随の超短波放送（BSデジタル音声放送）として、LFX488（ニッポン放送制作）・BSQR489（文化放送制作）も本放送を開始。
- 2006年（平成18年）
  - 1月 - 民放BS局としては初の単月黒字を達成する。
  - 3月31日 - 放送普及基本計画の見直しでBSデジタル音声放送・独立データ放送の縮小が決定したため[5]、LFX488・BSQRが放送終了。
- 2007年（平成19年）
  - 3月 - 2006年度決算（2006年4月 - 2007年3月）において、民放BS局としてはBSジャパン（現・BSテレビ東京）と共に初の年間決算においての黒字を達成する。
  - 12月3日 - テレビ放送用のスロット数を24に増加。
- 2008年（平成20年）4月1日 - ロゴマーク等のビジュアルイメージ（VI）を、フジサンケイグループ統一書体の日本語表記に変更。
- 2009年（平成21年）10月1日 - 送出マスターを、地上波（第1段階切替、2008年12月1日 - ）とCS放送（フジテレビワンツーネクスト。第2段階切替え、2009年4月1日 - ）で運用を開始している3波統合型マスター（東芝製）に切り替え（BSでは第3段階切替）。これによりフジテレビ局内の3波統合型マスターの切り替えが完了した。
- 2010年（平成22年）
  - 11月2日 - フジ・メディアHD、BSフジ両社の取締役会において、2011年4月1日付で株式交換によりフジ・メディアHDの完全子会社とすることを決議。また完全子会社後に8割（248億円）の無償減資も行い、新資本金は62億円となる見通し[4]。
  - 12月1日 - 開局10周年を迎えた。
- 2011年（平成23年）
  - 1月2日 - 局初の3D番組「3D☆3D」開始（2012年4月1日終了）。
  - 4月1日 - 株式交換によりフジ・メディアHDの完全子会社となる。
  - 8月8日 - 資本金を300億円から62億円とする無償減資を行い、累積損失を解消[6]。
- 2018年（平成30年）
  - 1月29日 - テレビ放送に使用するスロット数を24スロットから16スロットに変更。解像度がこれまでの1920×1080ピクセルから地上デジタル放送と同等の1440×1080ピクセルに低下。
  - 12月1日 - 開局18周年を迎えたこの日、新4K8K衛星放送「BSフジ 4K」開始。
- 2019年（令和元年）9月30日 - 送出マスターを、地上波（第1段階切替、2019年6月10日 - ）で運用を開始している3波統合型マスター（東芝製）に切り替え（BSでは第2段階切替）。同時に、番組素材のデータを、これまでのVTR納入から「総合コンテンツ管理システム」に基づくクラウド上のネットワーク送信に対応。
- 2020年（令和2年）12月1日 - 開局20周年を迎えた。
- 2021年（令和3年）10月1日 - ビーエス朝日がBS朝日に商号変更したため、BS放送事業者の商号にカタカナの「ビーエス」がつくのがBSフジのみとなる[注釈 2]。

## チャンネル内訳
放送事業者名は「BSフジ」で、各チャンネル名は「BSフジ・***」（***には各チャンネルの論理チャンネル番号が入る）。
テレビ放送
- 論理チャンネル枠：18x
  - BS181 - 183ch（通常放送）
  - BS188・189ch（臨時放送）
- リモコンキーID：8

181 - 183chは開局以来長らくマルチ編成を行っていなかったが、2021年に『フジサンケイクラシック』（181ch・183ch。HD画質）と『BSスーパーKEIBA』（182ch。SD画質）の中継で初めてマルチ編成が実施された。その後、2022年4月からは月曜 - 金曜の12:00 - 14:00でも実施されている。
2022年4月からは月曜 - 金曜12:00 - 14:00に、2023年10月からは加えて火曜 - 土曜0:30 - 1:00、3:30 - 4:30、月曜 - 金曜5:00 - 5:30、23:00 - 0:00及び9:00 - 18:30の一部時間帯、毎日22:00 - 23:00にも実施。182chで『ジュエリーライフNEXT』放送する場合は開始前に1分間or30秒間切替方法の案内を放送（CM扱い。22時前では直前番組のスポンサーCMを放送するときは切替案内は放送なし）、平日9時台および同12時台（181chのみ）は番組開始時に色ボタンor選局ボタンで切り替えられる旨のテロップを表示するが、それ以外では切替案内は放送されない。また182chで『ジュエリーライフNEXT』『MUSIC:S』及びスポーツ中継放送時、181chで『ジュエリーナイト11』放送時を除き、EPGの番組名末尾に181chは「182ch（番組ジャンル）」、182chは「181ch（番組ジャンル）」を表示する。
また、188・189chは臨時放送用として割り当てられ、2020年8月14日放送のプロ野球中継「ソフトバンク対オリックス」（テレビ西日本制作）の17時以降の中継延長で188chが初めて使用された（SD画質）。
データ放送も実施しており、ニュース・番組情報などのコンテンツが利用できる。
毎日4時55分を基点とする24時間放送を行っているが、日によっては3時台から4時台にかけて放送休止となる場合がある（試験電波発射中でもデータ放送は休止。この場合、dボタンを押しても画面下の半透明のブルーバックに「データ放送は休止」という旨のメッセージが表示されるのみである）。過去には、毎週日曜日の3時から翌朝4時55分を定期的に休止に宛てていた時期がある。
チャンネルロゴ表示は2008年5月3日より画面右上に表示している（CM、一部のミニ番組を除く。当初は通販番組と提供クレジットの表示中でも消去していたが、現在は表示されている）。当時のBSデジタル放送各局では最後発である。
独立データ放送
- 論理チャンネル枠：78x
  - BS780・781ch

780chは、開局当初は使用されていなかったが、2007年から双方向サービスの案内・登録チャンネルとして放送を開始した。双方向サービス終了後はニュース・天気のチャンネルとして使用されていたが、2018年に放送を終了し、現在は使用されていない。
なお、781chは開局以来一度も使用されたことがない。
ラジオ放送

- 論理チャンネル枠：48x
  - BS488・489ch

NRNの2つのキー局が制作を担当。2006年3月31日をもって終了した。
  - BS488ch - LFX488（ニッポン放送制作）
  - BS489ch - BSQR489（文化放送制作）

## 資本構成
企業・団体は当時の名称

### 2011年4月1日以降
| 株主                             | 比率 |
| -------------------------------- | ---- |
| フジ・メディア・ホールディングス | 100% |

## 主な番組
- 「[生]」 - 生放送[注釈 5]
- 「[4K]」 - 4K制作番組
- 「[字]」 - 字幕放送実施
- 「[二]」 - 二ヶ国語放送
- 「[デ]」 - データ放送
- 「[解]」 - 解説放送
- 「[多]」 - 音声多重放送

### 報道
| 番組名                      | 放送時間                                                                 | 備考                                                                     |
| --------------------------- | ------------------------------------------------------------------------ | ------------------------------------------------------------------------ |
| BSフジ×ウェザーニュース     | 日曜 - 土曜 5:00 - 5:30（実際には5:26まで） BSフジ4Kは月曜・日曜のみ放送 | [生][デ] ウェザーニューズ制作。 同社ウェザーニュースLiVEのサイマル放送。 |
| プライムオンラインTODAY     | 月曜 - 木曜 19:25 - 20:00 金曜 19:00 - 20:00                             | [生][4K] 2020年10月5日スタート フジテレビ報道局制作                      |
| BSフジLIVE プライムニュース | 月曜 - 金曜 20:00 - 21:55 【再】火曜 - 土曜 5:00 - 6:55（BSフジ4Kのみ）  | [生][4K][デ] フジテレビ報道局制作                                        |
| プライムオンライン どようび | 土曜 18:00 - 18:55                                                       | [生][4K] 2024年10月5日スタート フジテレビ報道局制作                      |

### 映画・ドラマ・時代劇
| ジャンル     | 番組名                                    | 放送日時                               | 備考 |
| ------------ | ----------------------------------------- | -------------------------------------- | --- |
| 映画・ドラマ | 〈BSフジサスペンス劇場〉                  | 月曜 - 金曜 12:00 - 14:00              | [字] 地上波フジテレビで放送された2時間ドラマを放送。 スポーツ中継などにより放送休止の場合もあり。                                                                                 |
| 映画・ドラマ | 〈午後の名作ドラマ劇場〉                  | 月曜 - 木曜 14:59 - 17:00              | 地上波フジテレビで放送された2時間ドラマを放送しているが、不定期で地上波フジテレビで放送された連続ドラマを2話連続放送する場合もある。 スポーツ中継などにより放送休止の場合もあり。 |
| 映画・ドラマ | （枠名なしの映画、ドラマ、時代劇枠）      | 土曜 14:00 - 15:55 or 15:00 - 16:55    | [字] 開始終了時間変動の場合あり。 他、特別番組や通販番組が編成される週もある。 |
| 映画・ドラマ | ＜4Kシアター＞                            | 日曜 18:00 - 19:55                     | [4K] 映画、特別番組枠 |
| 映画・ドラマ | BARレモン・ハート                         | 毎年12月                               | 連続ドラマとして2015年10月5日 - 11月9日、2016年4月4日 - 9月26日（SEASON2）が放送。 以降毎年年末にスペシャル番組として放送。                                                       |
| 時代劇       | 〈時代劇名作選〉新・座頭市Ⅲ               | 月曜 - 金曜 8:55 - 10:00               | |
| 時代劇       | 〈時代劇〉                                | 月曜 - 木曜 18:30 - 19:25              | [字] 曜日毎に下記シリーズを順に放送。月曜：鬼平犯科帳シリーズ 火曜：夜桜お染 水曜：御家人斬九郎シリーズを中心とした映像京都製作の時代劇。 木曜：剣客商売シリーズ                  |
| 海外ドラマ   | 〈韓ドラ〉マイ・ミリタリー・バレンタイン  | 月曜 - 金曜 8:55 - 10:00 182チャンネル | 韓国 |
| 海外ドラマ   | 〈韓ドラ〉大王世宗                        | 月曜 - 金曜 10:00 - 11:00              | 韓国 |
| 海外ドラマ   | 〈韓ドラ〉人形の家～偽りの絆～            | 月曜 - 木曜 16:00 - 17:00              | 韓国 |
| 海外ドラマ   | 〈金曜・韓国時代劇〉帝王の娘 スベクヒャン | 金曜 14:59 - 17:00                     | 韓国 |
| 海外ドラマ   | 〈日曜午後スペシャル〉奇皇后              | 日曜 12:00 - 15:00                     | 韓国 |

### スポーツ
| ジャンル                                                     | 番組名                                            | 放送日時 | 備考 |
| ------------------------------------------------------------ | ------------------------------------------------- | --- | --- |
| 競馬                                                         | BSスーパーKEIBA                                   | 日曜 15:00 - 16:00 | [生] 2019年までは一部重賞競走施行日のみ放送。2020年よりレギュラー放送に昇格。 中継映像は、東京・中山の関東主場、福島・新潟の夏季開催（7月 - 9月）はフジテレビ制作映像を使用するが、札幌・函館・福島・新潟（何れも第3場開催のみ）及び京都・阪神の関西主場、中京・小倉の夏季開催（7月 - 9月）及び第3場開催時は原則としてグリーンチャンネルと同じJRA公式映像を使用する。                                                   |
| 競馬                                                         | ダート競馬の祭典JBC                               | 毎年11月3日前後 | [生] 2019年より放送開始。 2021年・2024年はBS11で放送の為、BSフジでの放送無し。 |
| 競馬                                                         | 東京大賞典                                        | 毎年12月29日 | [生] 2019年より放送開始。 地上波フジテレビと一部同時放送。 |
| ボートレース                                                 | BOAT RACEプレミア ハートビートボート+             | 日曜 16:00 - 16:56 | [生] BOAT RACE提供 磯山さやか MC／永尾まりや 応援サポーター／渡辺将司 解説 2021年4月4日から「BOAT RACEプレミア〜ハートビートボート〜」より改題し番組リニューアル。 |
| ボートレース                                                 | BOAT RACEプレミア                                 | 不定期 | [生] TOKYO MX制作 |
| 野球                                                         | BSフジLIVE プロ野球（西暦）                       | ナイター 18:00 - 20:55 試合終了までデーゲーム 13:00 - 16:00 / 14:00 - 17:00 試合終了まで（日曜日は放送なし）                          | [生] 東京ヤクルトスワローズ（フジテレビ制作）・中日ドラゴンズ（東海テレビ制作）・阪神タイガース（関西テレビ制作）・広島東洋カープ（テレビ新広島制作）対読売ジャイアンツ戦、北海道日本ハムファイターズ（北海道文化放送制作）、オリックス・バファローズ（関西テレビ制作）、福岡ソフトバンクホークス（テレビ西日本制作）、埼玉西武ライオンズ戦（西武球団制作。実況はフジテレビ・BSフジ側が手配した要員に差し替え）を中継。 |
| 野球                                                         | L!VE MAJOR LEAGUE BASEBALL （メジャーリーグ中継） | 不定期 | |
| 野球                                                         | プロ野球 レジェン堂                               | 火曜 22:00 - 22:55 | 出演:徳光和夫、遠藤玲子 |
| 相撲                                                         | 感動!大相撲がっぷり総見                           | 不定期 | 出演：唐橋ユミ、朝日山親方 主に本場所開催前に放送。 |
| バレーボール                                                 | Volleyball Channel                                | 第3金曜 17:00 - 17:55 | 2022年3月27日までは毎月第4日曜 14:00 - 14:55に再放送も放送されていた。 |
| バレーボール                                                 | 春の高校バレー                                    | 毎年1月 | 決勝のみ録画放送 |
| ゴルフ                                                       |                                                   | | |
| 高島彩ゴルフはじめました。                                   | 日曜 10:00 - 10:30                                | | |
| ゴルフトリプルマッチ～世代と性別を超えたガチンコバトル!～    | 土曜 21:00 - 21:55                                | | |
| 激芯ゴルフ〜95期生への道〜                                   | 土曜 22:00 - 22:30                                | 2020年3月30日スタート 2020年9月28日までは月曜 23:00 - 23:30、再放送:日曜 9:00 - 9:30で放送していた。                                  | |
| フジサンケイクラシック                                       | 毎年9月                                           | フジテレビ系列で中継される大会の模様を全て録画放送。 また地上波と同時放送、さらに地上波・CS放送とのリレー形式で放送を行う場合もある。 | |
| フジサンケイレディスクラシック                               | 毎年4月                                           | フジテレビ系列で中継される大会の模様を全て録画放送。 また地上波と同時放送、さらに地上波・CS放送とのリレー形式で放送を行う場合もある。 | |
| 宮里藍 サントリーレディスオープンゴルフトーナメント          | 毎年6月                                           | フジテレビ系列で中継される大会の模様を全て録画放送。 また地上波と同時放送、さらに地上波・CS放送とのリレー形式で放送を行う場合もある。 | |
| 日本プロゴルフ選手権大会                                     | 毎年7月（2024年より）                             | フジテレビ系列で中継される大会の模様を全て録画放送。 また地上波と同時放送、さらに地上波・CS放送とのリレー形式で放送を行う場合もある。 | |
| NEC軽井沢72ゴルフトーナメント                                | 毎年8月                                           | フジテレビ系列で中継される大会の模様を全て録画放送。 また地上波と同時放送、さらに地上波・CS放送とのリレー形式で放送を行う場合もある。 | |
| CATレディースゴルフトーナメント                              | 毎年8月                                           | フジテレビ系列で中継される大会の模様を全て録画放送。 また地上波と同時放送、さらに地上波・CS放送とのリレー形式で放送を行う場合もある。 | |
| アクサレディスゴルフトーナメント in MIYAZAKI                 | 毎年3月（2013年より）                             | フジテレビ系列で中継される大会の模様を全て録画放送。 また地上波と同時放送、さらに地上波・CS放送とのリレー形式で放送を行う場合もある。 | |
| 北海道Meijiカップ （北海道文化放送制作）                     | 毎年8月（2018年より）                             | フジテレビ系列で中継される大会の模様を全て録画放送。 また地上波と同時放送、さらに地上波・CS放送とのリレー形式で放送を行う場合もある。 | |
| 住友生命 Vitalityレディース東海クラシック （東海テレビ制作） | 毎年9月（2019年より）                             | フジテレビ系列で中継される大会の模様を全て録画放送。 また地上波と同時放送、さらに地上波・CS放送とのリレー形式で放送を行う場合もある。 | |
| ACNチャンピオンシップゴルフトーナメント （関西テレビ制作）   | 毎年10月（2023年より）                            | フジテレビ系列で中継される大会の模様を全て録画放送。 また地上波と同時放送、さらに地上波・CS放送とのリレー形式で放送を行う場合もある。 | |
| ロード レース                                                | 東京マラソン                                      | 3月第1日曜（当日録画） | 地上波フジテレビ系列で放送される年度に当日午前中の部（男子選考会の部）を録画放送。 2018年は2月25日 19:00 - 21:50に放送（地上波より10時間遅れ） |
| ロード レース                                                | 香川丸亀国際ハーフマラソン                        | 2月第1日曜 10:30 - 11:50 | [生] 岡山放送制作。同局（岡山県・香川県ローカル）と同時生放送。2012年から放送開始。 |
| ロード レース                                                | 延岡西日本マラソン                                | 2月第2日曜 | テレビ宮崎制作。2012年から放送開始。2012年・2013年は地上波と同時放送だったが、2014年以降は23:00 - 翌0:30のダイジェスト放送となった。 |
| ロード レース                                                | 全国招待大学対校男女混合駅伝                      | 2月第3日曜 | 関西テレビ制作。2021年から放送開始。 |
| ロード レース                                                | 春の高校伊那駅伝                                  | 3月第3日曜 12:00 - 14:30 | [生] 長野放送制作。同局（長野県ローカル）と同時生放送。2017年から放送開始。 |
| ロード レース                                                | 北海道マラソン                                    | 8月最終日曜 8:58 - 11:50 | 北海道文化放送制作。2013年から放送開始。2011年までは地上波全国ネット放送だった。 |
| モータースポーツ                                             | F1グランプリ                                      | 毎年4月（録画） | 2015年までは予選決勝共に全戦放送。 2016年からは日本グランプリ決勝のみ放送 |
| モータースポーツ                                             | GO ON !NEXT サーキットで会いましょう              | 不定期 | 2022年7月10日スタート |
| モータースポーツ                                             | ABB FIA フォーミュラE世界選手権                   | 不定期 | |
| その他                                                       | フィギュアスケートTV!                             | 第1日曜 17:00 - 17:55 ※放送休止中 | 出演：八木沼純子、松村未央（フジテレビアナウンサー） 2020年9月7日までは第1金曜 23:00 - 23:55で放送していた。 2022年4月 - 9月まで放送休止。 |
| その他                                                       | JUDO                                              | 土曜 9:30 - 10:01 | ※隔週新作 2020年4月3日までは土曜 17:30 - 17:55で放送していた。 |
| その他                                                       | 極真空手全日本選手権                              | 毎年11月（録画） | |

### 旅・紀行
| 番組名                        | 放送日時                  | 備考 |
| ----------------------------- | ------------------------- | --- |
| わがまま!気まま!旅気分        | 土曜 5:00 - 5:55          | FNS各局制作 |
| 完全生中継 祇園祭山鉾巡行     | 毎年7月17日 8:30 - 10:55  | KBS京都制作 2008年までは関西テレビ☆京都チャンネルとの共同制作。 2020年は新型コロナウイルスの影響で染拡大防止等の影響で祇園祭の山鉾巡行と神輿渡御、関連行事や神事の中止や縮小の為、「祇園祭スペシャル 知ってるようで知らない祇園祭物語」を収録にて放送。 2022年はBS11で放送の為、BSフジでの放送無し。 |
| 祇園祭山鉾巡行・後祭          | 毎年7月24日 10:00 - 10:55 | KBS京都制作 後祭の復活に伴い、2014年から放送。 2022年はBS11で放送の為、BSフジでの放送無し。 |
| ワールドツアー完璧MAP         | 不定期                    | [字] 2020年3月28日まで土曜 9:30 - 10:01でレギュラー放送、また深夜帯中心に過去の再放送をしていた。 2021年からは深夜帯中心に不定期放送。 字幕放送は一部非対応。 |
| ニッポン美景めぐり            | 不定期                    | [字] ワールドツアー完璧MAPの日本版。スタッフもほぼ同一。 |
| 飯島直子の今夜一杯いっちゃう? | 木曜 22:00 - 22:55        | 出演：飯島直子 |

### 音楽・バラエティ・エンタメ
| 番組名                                                     | 放送日時                                                              | 備考 |  |
| ---------------------------------------------------------- | --------------------------------------------------------------------- | --- |  |
| まいど!ジャーニィ〜                                        | 日曜 9:30 - 9:55                                                      | 地上波ではカンテレで放送。 |  |
| リモートシェフ                                             | 第3日曜 17:00 - 17:55                                                 | |  |
| タイプライターズ〜物書きの世界〜                           | 最終日曜 17:00 - 17:55                                                | 2020年9月25日までは最終金曜 23:00 - 23:55で放送していた。 |  |
| ドリフ大爆笑                                               | 日曜 21:00 - 21:55                                                    | 2021年4月4日までは日曜 20:00 - 20:55で放送していた。 |  |
| 中川家&コント                                              | 日曜 22:00 - 22:30                                                    | 2020年9月29日までは火曜 23:00 - 23:30で放送していた。 |  |
| ブラマヨ弾話室 〜ニッポン、どうかしてるぜ!〜               | 日曜 22:30 - 23:00                                                    | |  |
| 小山薫堂 東京会議                                          | 月曜 0:00 - 0:30（日曜深夜）                                          | |  |
| 実況×解説!ざわつきバラエティ「声優育成委員会」             | 月1回月曜 0:30 - 1:00（日曜深夜）                                     | 2021年10月18日スタート 過去に特別番組として「声優運動会」「声優文化祭」が放送された。 |  |
| プレスク                                                   | 月1回月曜 0:30 - 1:25（日曜深夜）                                     | 2020年10月25日スタート |  |
| 日本一ふつうで美味しい植野食堂 by dancyu                   | 月曜 - 木曜 18:00 - 18:30                                             | |  |
| クイズ!脳ベルSHOW                                          | 月曜 22:00 - 22:55                                                    | [字][デ] 2018年4月から2022年4月1日まではフジテレビでもレギュラー放送分の再放送を実施。 BSフジでも再放送を行っていたが、2020年1月3日をもって一旦終了し、2021年1月4日から再開したが、2021年4月2日をもって一旦終了。 |  |
| DJ OSSHY DISCO TV                                          | 第1火曜 0:00 - 0:25（月曜深夜） 【再】第3火曜 0:00 - 0:25（月曜深夜） | 2022年3月18日までは第3金曜 0:00 - 0:25（木曜深夜）で放送していた。 |  |
| Let'sトレ活!                                               | 第2火曜 0:00 - 0:25（月曜深夜） 【再】第4火曜 0:00 - 0:25（月曜深夜） | 2022年4月12日より「ミッドナイト★トレ活」よりリニューアル。 リニューアル前は不定期放送だった。 |  |
| 昭和歌謡パレード                                           | 水曜 22:00 - 22:55                                                    | 2022年10月5日スタート |  |
| 華丸大吉が行く!大人もハマる神授業                          | 金曜 20:00 - 22:55                                                    | 2025年4月18日スタート |  |
| <ジャパコンProject>二次元領域拡大通信                      | 第1土曜 0:00 - 0:30（金曜深夜）                                       | |  |
| <ジャパコンProject>マヂでRe;スタート!?お尋ねギルドロップス | 第3土曜 0:00 - 0:30（金曜深夜）                                       | 2021年4月17日スタート |  |
| パンサー尾形のどんぶり旅                                   | 土曜 7:00 - 7:30                                                      | BS10との共同制作 |  |
| おいしい記憶 きかせてください                              | 第3土曜 12:00 - 12:30                                                 | キッコーマン一社提供番組 2021年9月16日までは第3土曜 17:00 - 17:30で放送していた。フジテレビにおける中居正広の女性トラブル問題により、2025年2月15日以降、当分の間放送休止。                                        |  |
| アートフルワールド〜たぶん、すばらしき芸術の世界〜         | 土曜 12:30 - 12:55                                                    | 2021年5月22日スタート |  |
| <BSフジサタデースペシャル>                                 | 土曜 18:00 - 19:55                                                    | [4K] 特別番組、ドラマ、映画枠 4K制作は一部の番組のみ対応。 |  |
| <BSフジサタデープレミアム>                                 | 土曜 19:00 - 20:55                                                    | [4K] 特別番組、ドラマ、映画枠 4K制作は一部の番組のみ対応。 |  |
| MUSIC LIST-OSTって何?-                                     | 土曜 22:30 - 23:00                                                    | 2022年4月9日スタート 過去に単発番組として<MUSIC:S>枠を中心に複数回放送されていた。 |  |
| 所さんの世田谷ベース                                       | 土曜 23:00 - 23:55                                                    | [字] ※隔週新作 |  |
| 恋愛マルシェ                                               | 日曜 0:00 - 0:30（土曜深夜）                                          | 2022年4月3日までは日曜 22:30 - 23:00で放送していた。 |  |
| <MUSIC:S>                                                  | 日曜 1:00 - 1:55（土曜深夜）                                          | 音楽特別番組枠 FUJI-YAMA MID-NIGHT-FISHING、MUSIC FUN ! IVYなどを放送。 2023年4月3日からMUSIC:S 欧州鉄道の旅を一部の時間帯で182chで放送開始。                                                                     |  |
| 伊藤政則のロックTV!                                        | 第3日曜 2:00 - 3:30（土曜深夜）                                       | |  |
| もしもで考える…なるほど!なっとく塾                         | 月1回                                                                 | |  |
| カンニングのDAI安吉日!                                     | 年1回1月                                                              | レギュラー放送終了後の2019年から毎年1月に特別番組を放送。 |  |
| 冗談騎士                                                   | 不定期                                                                | 2020年3月25日までは水曜 23:00 - 23:30で放送していたが、特別番組化に伴い不定期放送に変更。 |  |

### アニメ
海外で制作された作品（カートゥーン）やキッズアニメにおいては、全てのエピソードの放送完了後、すぐ翌週に第1話にさかのぼって再放送を繰り返し行うヘビーローテーション形式が採られることが多い。
深夜アニメに関しては、開局から散発的に放送が続いていた（フジ地上波系の深夜アニメについては後述）。2014年1月期、地上波独立局系アニメ（UHFアニメ）『スペース☆ダンディ』で初めて製作委員会に参加したのを皮切りに、深夜アニメの放送や製作委員会への参加にも積極的な姿勢を取るようになる。2017年4月からは平日に『アニメギルド』というアニメ放送枠を新設。以後、現在に至るまで枠の曜日・数を毎期ごとに微妙に変えながら放送されている（詳細は当該記事を参照）。
なお、2013年1月期まではフジ地上波系列を主軸として展開している深夜アニメ枠『ノイタミナ』枠も放送していた（現在は新作や旧作を不定期で放送）。約5年後となる2018年10月期からはフジ地上波系列において新設された深夜アニメ枠『+Ultra』を、アニメギルド枠扱いで同時期放送開始したが、2025年3月末でレギュラーネットを打ち切り。フジテレビ系のアニメ自体も『ONE PIECE』や『B8station』枠を除き、放送は消極的な傾向にある。
2018年には、さいたまスーパーアリーナで毎年8月に行われる世界最大のアニメソングのライブイベント『Animelo Summer Live』の主催者となった。
| 番組名       | 放送日時                     | 備考     |
| ------------ | ---------------------------- | -------- |
| ONE PIECE    | 火曜 0:30 - 1:00（月曜深夜） | [字][解] |
| アニメギルド | 当該項目を参照               |          |

### キッズ
| 番組名     | 放送日時         | 備考                 |
| ---------- | ---------------- | -------------------- |
| ガチャムク | 土曜 6:30 - 7:00 | 2018年7月8日放送開始 |

### ドキュメンタリー・情報
| 番組名                                             | 放送日時                        | 備考 |
| -------------------------------------------------- | ------------------------------- | --- |
| 名品再生～ネオレトロの世界～                       | 日曜 9:00 - 9:30                | 2021年10月9日スタート 2022年4月2日までは土曜 22:30 - 22:55で放送していた。                                      |
| ガリレオX                                          | 日曜 11:30 - 12:00              | ※隔週新作 |
| <サンデードキュメンタリー>                         | 日曜 12:00 - 13:55              | ドキュメンタリー番組枠 FNSドキュメンタリー大賞、ザ・ノンフィクション特別編などを放送。                          |
| ウイスキペディア                                   | 金曜 0:00 - 0:25（木曜深夜）    | ※隔週新作 2020年10月1日までは月1回木曜 23:30 - 23:55で放送していた。                                            |
| Trailblazers～次なる日本の革新者たち～             | 第4土曜 0:00 - 0:30（金曜深夜） | 日本国際放送（日本放送協会（NHK）傘下）との共同制作。本番組の英語版をNHKワールドTVにて放送している。            |
| 鉄道伝説                                           | 日曜 0:30 - 1:00（土曜深夜）    | 2021年4月10日より2015年3月以来6年ぶりの新作レギュラー放送スタート。 2021年3月28日 3:00 - 4:30で先行放送有り。   |
| CROSSOVER 〜こころを動かすスポーツ〜               | 土曜 17:00 - 17:55              | ゼビオホールディングス一社提供番組 2020年4月4日スタート 2020年10月1日までは土曜 21:00 - 21:55で放送していた。   |
| 白玲〜女流棋士No.1決定戦〜                         | 月1回                           | |
| 社長・城島茂と学ぶ事業承継～その企業の熱意と決意～ | 月1回                           | 2021年10月9日スタート                                                                                           |
| パレ・ド・Z〜おいしさの未来〜                      | 不定期                          | 2020年3月28日までは土曜 17:30 - 18:00でレギュラー放送していた。 2020年11月7日以降不定期に新作が放送されている。 |
| 八木亜希子のおしゃべりミュージアム                 | 不定期                          | |
| The GAME 〜震えた日〜                              | 不定期                          | |

### ミニ番組
| 番組名                                   | 放送日時                                                                     | 備考                                                                               |
| ---------------------------------------- | ---------------------------------------------------------------------------- | ---------------------------------------------------------------------------------- |
| 美術館の風に吹かれて                     | 日曜 - 金曜 4:55 - 5:00                                                      |                                                                                    |
| ゆかいなうた                             | 月曜 22:55 - 23:00                                                           |                                                                                    |
| GLOBAL ENERGY～世界に誇れる日本企業～    | 隔週月曜 21:55 - 22:00                                                       |                                                                                    |
| ブレイク前夜〜次世代の芸術家たち〜       | 火曜 21:55 - 22:00                                                           |                                                                                    |
| ごちそうさまのカタチ                     | 水曜 21:55 - 22:00 【再】火曜 22:55 - 23:00                                  |                                                                                    |
| 四季彩キッチン                           | 水曜 22:55 - 23:00                                                           |                                                                                    |
| コミックBAR Renta!                       | 木曜 1:00 - 1:05（水曜深夜）                                                 | アニメギルド枠 TOKYO MX制作 2020年9月28日までは月曜 23:55 - 翌0:00で放送していた。 |
| 知りたい!SDGs                            | 木曜 22:55 - 23:00                                                           |                                                                                    |
| 石田社長の歌が大好き                     | 金曜 0:25 - 0:30（木曜深夜） 【再】隔週日曜 16:56 - 17:00 / 土曜 4:55 - 5:00 |                                                                                    |
| 髪カリスマたち～日本が誇る美容師のワザ～ | 土曜 1:00 - 1:05（金曜深夜）                                                 |                                                                                    |
| フューチャーランナーズ〜17の未来〜       | 土曜 21:55 - 22:00                                                           |                                                                                    |

### その他
通販番組
- 音楽のある風景（火曜 - 土曜 3:30 - 4:00〈月曜 - 金曜深夜〉）
- ディノスTHEストア
- ショップチャンネル お買い物エンターテイメント（ショップチャンネルのサイマル放送）
- GSTVのサイマル放送
  - ジュエリーライフ11（月曜 - 金曜 11:00 - 12:00）
  - ジュエリーライフNEXT（月曜 - 金曜 12:00 - 14:00、182ch〈SD画質〉）
  - ジュエリーナイト11（月曜 - 金曜 23:00 - 翌0:00）

## 終了した番組

### 報道（過去）
- フジテレビ『スーパーニュース』特集
- PRIME NEWS Weekend
- BSフジ×ウェザーニュース〜ソライブ・モーニング〜（ウェザーニューズ制作。同社SOLiVE24の『SOLiVE モーニング』（6:00 - 6:30）のサイマル放送）
- プライムニュース SUPER
- BSフジNEWS

### 映画・ドラマ（過去）
映画
- - 映画大王 -Movie Tycoon-
  - フジテレビ映画劇場（フジテレビ制作の映画作品）
  - 日本映画名作劇場（1940 - 1960年代のモノクロ作品）
  - ショートフィルムカフェ
  - 〈BSフジ 金曜シアター〉
  - 美奈子&玲子のシネマ☆パラダイス!（単発映画枠）

ドラマ
フジテレビで放送されたドラマについてはフジテレビ番組一覧#ドラマも参照。
- - JJママ!（浅野ゆう子主演の観客動員型コメディードラマ。開局当初に放送された）
  - 戦場のガールズライフ
  - スミレ16歳!!
  - ジュテーム〜わたしはけもの〜
  - 枯れオヤジ〜カレセンと呼ばないで〜
  - やつらは多分宇宙人!（アイエス・フィールド制作）
  - 解決!トクムラケンタの顧客簿
  - イタズラなKiss〜Love in TOKYO
  - 押忍!!ふんどし部!
  - ラブトピア（ ラブドールが主演のコメディドラマ）
  - 猫侍（tvk・チバテレ・テレ玉・KBS京都・サンテレビ・テレビせとうち・TVQ九州放送・STV・仙台放送・ぎふチャンなどとの共同制作）
  - 猫忍
  - 王様のレストラン※フジテレビ系では1995年4月19日 - 7月5日まで放送
  - BARレモン・ハート※現在でも年1回程度、新作スペシャルが制作放送されている。
  - クロシンリ 彼女が教える禁断の心理術（関西テレビとの共同制作）
  - 大阪環状線 ひと駅ごとの愛物語
    - 大阪環状線 ひと駅ごとの愛物語 Part2
    - 大阪環状線 Part3 ひと駅ごとのスマイル
      - 大阪環状線 Part4 ひと駅ごとのスマイル

  - ひまわりっ～宮崎レジェンド～（テレビ宮崎制作）

海外ドラマ
※一部の作品はスーパー!ドラマTV、FOXなどでも放送された。
- - 24 -TWENTY FOUR-シリーズ
  - ヤング・スーパーマンシリーズ
  - MAD MEN〜マッドメン
  - ミッシング -サイキック捜査官-
  - ザ・ラストシップ
  - ザ・モンキーズ (テレビドラマ)

中華圏ドラマ
- - 少林寺伝奇
  - 五星大飯店〜Five Star Hotel〜
  - 華麗なる遺産〜燦爛人生〜
  - 晴れのち女神が微笑んで
  - 孫子≪兵法≫大伝
  - 宮廷の諍い女

韓国ドラマ
- - 窈窕淑女（ヨウチョウシュクジョ）※日本語吹替
  - 新入社員 Super Rookie ※日本語吹替
  - グリーンローズ ※日本語吹替
  - 火の鳥 ※日本語吹替
  - 悲しき恋歌 ※日本語吹替
  - 天国の階段 ※日本語吹替
  - 天国の樹 ※日本語吹替
  - テロワール ※日本語吹替
  - チング 〜愛と友情の絆〜 ※日本語吹替
  - 風の国
-The Land of Wind- ※日本語吹替
  - 善徳女王 ※日本語吹替
  - 朱蒙 -チュモン- Prince of the Legend ※日本語吹替
  - 華麗なる遺産 ※日本語吹替
  - 鉄の王 キム・スロ
  - チャクペ-相棒-
  - イタズラなKiss
  - シティーハンター in Seoul
  - 階伯〔ケベク〕
  - ラブレイン
  - プロポーズ大作戦〜Mission to Love
  - 光と影
  - オレのことスキでしょ。
  - 海雲台の恋人たち
  - 根の深い木〜世宗大王の誓い〜
  - シンイ-信義-
  - 太王四神記
  - ファン・ジニ
  - 大風水　※日本語吹替
  - 龍の涙
  - 火の女神ジョンイ ※字幕付き日本語吹替
  - 冬のソナタ　※新編集版、字幕付き日本語吹替
  - 王と妃
  - ライアーゲーム
  - 星から来たあなた

### スポーツ（過去）
- 週刊スポーツTV!
- 競馬大王→BSフジ競馬中継
- BS FUJIハイビジョンナイター（2001年シーズンのみ）
- サッカー予想TV! ※フジテレビONEでも放送された。
- 競馬予想TV! ※現在はフジテレビONEで放送中。
- ケイバdeブレイク!
- 週刊UMAJIN
- KICK IN! GAROTAS フットサルTV
- 私をケイバに連れてって
- イチオシ大予想TV「馬キュン!」
- FUEL TV
- ウォーキングプラス+
- 阿川佐和子のGolf Forum
- 世界空手道選手権大会
- ジャパンカップサイクルロードレース ※2007 - 2009年。2010年はBSジャパン、2011年はBS日テレで放送
- 自転車専科〜Cyclish style〜
- ナビスコカップ（決勝戦のみ[注釈 14]、2002年 - 2010年は地上波フジテレビ系列と同時放送、2011年は当日録画放送、2012年は放送なし）
- 2010 スーパーGT
- FUN!FUN!RUN!ランナーズTV
- フォーミュラ・ニッポン
- Fナビ!
- D1 KING!
- グッドウッド・フェスティバル（西暦）
- GOLFING WORLD
- 増田オートサロン
- F1グランプリ（2012年 - 2015年）
- bjリーグ中継
- 日清オイリオ Presents『アスリートの食卓 - Beautiful ENERGY -』
- 日清オイリオ Presents『アスリートのチカラ〜one secret piece〜』
- First RIDE 〜Surf&Sup
- INAC TV
- 全米プロゴルフ選手権（2017年 - 2018年。予選ラウンド2日間の模様を生中継。また大会期間中は夕方にダイジェストを放送）[18][19]
- ハル常住のゴルフトランスポーター
- 全日本スーパーフォーミュラ選手権大会
- スーパーフォーミュラGOON!
- お台場バドミントン学園
- Attest 〜WEEKLY GOLF NEWS〜

### ドキュメンタリー・紀行（過去）
- BSフジドキュメント
- 海外ツアー大王!
- 英国生活
- ワールドバザール21 SURPASS the FRONTIER 〜国境を越えて〜
- 明治・大正・昭和の建築 - 日本の近代化遺産 -
- 日本の近代建築 モダニズムの世界
- ナショナルジオグラフィック・アワー
- まんまるらくえん日和
- Shall We…? - LOHASな夫婦 -
- 北海道〜旅の悠休日
- 一人時間〜京都 四季の食彩〜
- 京都・食の歳時記〜旬を粋に〜
- 優しさと感動のこだま
- プラチナ・シート
- 東京の散歩道
- 日本いにしえの旅（カートプロモーション制作）
- なるほど!ザ・ニッポン
- 巡・韓国→巡・韓国2
- 国立公園を巡る〜日本こころの風景〜
- 路面電車で行く 世界各街停車の旅（全5回）
- ちいさな大自然
- 日本人こころの巡礼〜仏像の祈り〜
- クリクラpresents にっぽん 水の博物館
- My Process 〜輝く未来に向かって〜
- MAESTRO SPIRIT 〜仕事師の普段力〜
- 中国遺産物語（全6回）
- すばらしき世界の絶景
- ラグジー・ドライブ
- 和菓子で巡る京の四季
- うまいもの大陸・いわて探訪 海の恵み編
- Car散歩〜車で巡るちょっと贅沢な休日旅〜
- 名作を旅してみれば
- 天達武史の旬学旅行 特選版
- ケン・ハラクマのラジヨガTV
  - ケン・ハラクマのヨガ道〜11マルチエクササイズ
  - ケン・ハラクマのかんたん ストレッチヨガ
- Modern Design Mueum TV
- BSフジプラチナム
- 旅するハイビジョン 全国百線鉄道の旅
- 古都浪漫こころ寺巡り
- ヨーロッパ空中散歩
- 路面電車で行く 世界各街停車の旅
- 欧州鉄道の旅
- 日本遺産物語〜時を紡ぐ旅〜
- 一滴の向こう側
- この国の行く末2 〜テクノロジーの進化とオープンイノベーション〜
- TOKYOストーリーズ
- ESPRIT JAPON
- 白玲 〜初代女流棋士No.1決定戦〜
- ビルぶら!レトロ探訪[20][21]

### 音楽（過去）
- HIT SONG MAKERS 〜栄光のJ-POP伝説〜※現在は不定期で特別番組として放送
- MUSIC INDEX Hi-Vision STUDIO LIVE
- MUSIC INDEX Hi-Vision PREMIUM LIVE
- 沖縄音楽台風
- BS☆フジイシリーズ（2007年7月 - 2008年12月）
- NAGOYA SUNSHINE MUSIC CHASE
- （株） 洋楽 ※フジテレビTWOでも放送。
- 日本フィル・シンフォニー・コンサート - 今よみがえる幻の映像 -（※1960年代にフジテレビが制作、モノクロ映像）
- 大阪センチュリー交響楽団定期演奏会（関西テレビ制作 ※関西テレビ☆京都チャンネルでも放送された。）
- LONDON CALLING（2000年12月 - 2002年3月）
- ずっと好きな歌（2000年12月 - 2003年4月）
- Speak in Music
- うたをうたおう
- ミドリのドレミドリ
- 最新K-POPランキング gaon TV
- Beautiful Song
- MASTER PIECES
- アニソン・ハンター
- 夢のスター歌謡祭
- あなたの歌謡リクエスト
- OTOSEN（2018年10月 - 12月）
- DJ OSSHY×まつきりな 推しナイト!

### キッズ（過去）
- ウメのほし
- ガチャガチャポン! ※フジテレビでも放送されていた。
- ポンキッキ ※フジテレビでも放送されていた。
- Beポンキッキ→beポンキッキーズ ※2012年3月にチバテレでも放送されていた。
- ポンキッキーズ
- MYてれび
- トーマスくらぶ
- キッズポケット
- MYおかあさんとあそぼっ!
- もえがく★5
- Be KIDSサンデー
- おじいちゃんといっしょ
- 科学忍者隊ガッチャピン
- モノコト駄菓子屋
- 笑学六年生〜SIX GRADE ONLY〜 ※終了後「We Can☆」内で放送
- GO!GO!EIGO
- We Can☆47
- ガチャピンClub
  - ガチャピンClubミニ
- スポンジ・ボブ
- パブー&モジーズ
  - パブー&モジーズ+
- MISSION ENGLISH
- モジーズ&YOU
- GP LEAGUE プログラミングコロシアム
- じゃじゃじゃじゃ〜ン!※フジテレビ他一部系列局でも放送されていた。
- サンリオキャラクターズ ポンポンジャンプ!

### アニメ（過去）
- フジテレビ制作の作品[注釈 15]
  - Dr.スランプ アラレちゃん
  - 空想科学世界ガリバーボーイ
  - 銀河鉄道999
  - 新竹取物語 1000年女王
  - ひみつのアッコちゃん
  - タイムボカン
  - ゲゲゲの鬼太郎（第3期シリーズ）
  - ドラゴンボールZ
  - 金色のガッシュベル!!
  - デジモンセイバーズ
  - 蟲師
  - 二十面相の娘（DO!深夜枠内）
  - 恋時雨
- ピポパポパトルくん（BSフジ初のオリジナルアニメ）
- ねぇみんな… ふーちゃんの福島民話館（福島中央テレビ〔日本テレビ系〕制作）※2本立て
- 銀河鉄道物語
- 魔豆奇伝パンダリアン（TOKYO MXでも放送）
- ネポスこどもCLUB（キッズステーションでも放送）
- 別冊ネポスこどもCLUB
- チップとデールの大作戦レスキュー・レンジャーズ
- リトル・マーメイド
- ラマだった王様 学校へ行こう!
- 夢使い
- キム・ポッシブル
- クリスタル ブレイズ
- ストレイシープ ポーのちっちゃな大冒険
- ドーラといっしょに大冒険
- 体育倉庫〜ジムくんとゆかいな仲間たち〜 ※フジテレビ地上波で2009年7月 - 8月に放送
- 天体戦士サンレッド
- 世界名作劇場
  - レ・ミゼラブル 少女コゼット[注釈 16]
  - ポルフィの長い旅
  - こんにちは アン 〜Before Green Gables
  - 母をたずねて三千里
- ネリーとセザール
- ぐんまちゃん（第1期は未放送）

以下は、BSフジが製作委員会に参加した作品。
- 暗殺教室（フジテレビ、関西テレビと共同で参加）
- 俺がお嬢様学校に「庶民サンプル」としてゲッツされた件
  - その他の深夜アニメは、アニメギルドを参考。

### バラエティ・情報（過去）
- 鈴木あみのアイドルダウンロードショー
- もっとアイドルダウンロードショー
- アイドルアイランド
- 絶品!野田印 アイドル特急便
- お台場カジノインタラクティブ（2000年12月 - 2004年9月）
- お台場トレンド株式市場（2000年12月 - 2002年8月）
- ザ・ロングインタビュー（2000年12月 - 2004年4月）
- ザ・メッセージ→メッセージ.jp
- 史上最大のオークションショー
- 週刊BSデジタルマガジン（オダギリジョーと阿部美穂子が司会で青木さやかや松田大輔が出演していた）
- 世界のクイズ番組QUIZ ※以前はフジテレビTWOでも放送された。
- 双方向クイズ!実験家族（2001年4月 - 2001年9月）
- ライフ☆イズ☆家ーイ!（高島忠夫一家が出演した、家に関する情報を扱った番組）
- I LOVE 湯。 （2001年4月12日 - 2002年3月）
- 温泉へ行こう! ※以前はフジテレビ739でも放送された。
  - 新・温泉へ行こう! ※以前はフジテレビ739でも放送された。
- 宝島の地図シリーズ
- 日本の試験大全（2002年10月 - 2004年5月）
- 無意味良品
- Life With - ペットと過ごす素敵な時間
- YEBISU BAR
- めがね番長（2007年1月 - 2007年8月）
- 美味しい旬ばなし
- 魅惑の時計
- 超Middle!テレビ
- 竹中直人P.S.45（2006年4月 - 2008年4月）
- グラドル女学院
- RCドックシリーズ
  - RCスタイル
  - RCドック
  - RCドック チャレンジスタジアム
- Fashionista@Tokyo
- リュウイン先生の楽食美人〜漢方レシピでヘルシーエイジング〜
- 很好!しゃべっチャイナ!!
- 関根勤 5ミニッツ・パフォーマンス
- 訳者冥利
- 堂々現役〜巨匠からのメッセージ（→「その時、私は」へ移行）
- デザインの森
- 大学力
- いぬ会社
- J-Art
- 阿川ごはん
- PureBoys The Pure
- すっぴんカレッジ
- 九州だんじ
- 楽食美人I・II
- DOG TRAINING TV
- YOGA TV mind peace
- トロと旅する コレクション（2001年10月 - 2007年9月に「めざましテレビ」で放送されたものを再編集して放送）
- 生島ヒロシのココカラ元気!
- ニュー スカンジナビアン クッキング
- U字工事5ミニッツパフォーマンス（2009年12月6日 - 2010年4月25日）
- ネクストウェーブ　一柳良雄の心粋（旧題『ネクストウェーブ　一柳良雄の志』）
- ポール・スミザー 四季のガーデン生活
- きがきくキッチン
- きがきく食卓
- 大使館の食卓
- 麗しのニッポン味覚遺産
- 明治製菓presents恋する幸せスイーツ
- うちのわんこ
- BSフジLIVE ソーシャルTV ザ・コンパス
- 毎日樫木re・「カーヴィーボディ1週間美やせプログラム」密着ドキュメンタリー
- 辰巳琢郎のワイン番組（旧題『辰巳ワイナリー』）
- アドリブアニメ研究所
- アトリエde加山
- ロデオ倶楽部
- 東京女子流スレスレTV!
- ムツゴロウのゆかいな動物図鑑
- movie@home〜棚を彩る映画たち〜
- 風の見た自然たち（ - 2013年10月30日）
- ヴォイス・アカデミア
- SOUND OF THE 70S
- ザ・スター リバイバル
- 町田忍の昭和レトロ紀行
- 原宿ブックカフェ
- チームしゃちほこのマジでガチなんですけどぉ〜!
- ブチまけろ!炎の魂 長渕炎陣
- たけしの等々力ベース
- コサキン道中 ぶらっぶらっぶらっ!
- ニッポン百年食堂
- コンテンツビジネス最前線 ジャパコンTV
- ズキ☆アラ Don't Trust Over30
- アニマルプラネットの世界
- 粋男流儀 〜遊びの美学〜
- 五木寛之「風のCafe」
- ワッチミー!TV×TV
- Table of  Dreams 〜夢の食卓〜
- 華大の知りたい!サタデー
- 落語小僧
- まちのたね
- いきつけ
- プラチナ5
- キワマル
- シリタイーノ
- 千秋のカイテキ生活!
- きっかけの翼
- 可奈子の週末レシピ〜女子力アップの秘訣〜
- 水辺の散歩道
- 糀美人
- 3D☆3D[注釈 17]
- TV☆Lab
- エビ中++
  - スター☆ベガス
- ANSWERS
- DO YOU?サタデー
- レシピ・アン〜リゾートとオペラの出会い〜
- カンニングのDAI安吉日!
  - DAI安☆BSフジNAVI（前身番組）
- 堺でございます
- 大杉漣の漣ぽっ
- テリー伊藤の今夜も傾奇流!
- 荒野行動女子部 〜初代女子戦隊集結〜
  - 荒野女子部Season2 〜ただいま交戦中〜
- 人生は三百六十五歩のマーチ
- 橋本マナミの東京はいすぺ女子図鑑
- 東北魂TV
- ギルドフレンズ〜世界へ?本気です!〜
- STU発⇒東京
- マネーキャンプ〜金融リテラシーを上げる集い〜
- BSいきものがかり
- 四神将棋
- オフガレージ 〜最高!オーマイライフ〜
- 東京03 UNDERDOG -今日は負けたけど、明日は絶対勝つ-

### 開局10周年記念番組
- 日本遺産物語〜世界遺産の伝承を解明〜
- ダイワハウスPresents okaeri〜山口智子・美の巡礼
- BSフジの10年間すべて見せます!デジマガでDAI安☆吉日!

### FNS各局制作番組（過去）
フジテレビ
※一部の番組はフジテレビワンツーネクストの各チャンネルでも放送中。
- - HEY!HEY!HEY! MUSIC CHAMP
  - 料理の鉄人（※2本立て）
  - Iron Chef America 料理の鉄人USA版
  - 僕らの音楽2
  - ニューデザインパラダイス
  - 今宵ひと皿
  - ヤサイ、サイタ
  - いただき+
  - そこが聞きたい!ニッポンの明日
  - Asian Muse
  - Vメシ!→Vメシ!DREAM→Vメシ!DREAM2
  - ザ・ノンフィクション（現在も不定期で主に「BSフジサタデースペシャル枠」でザ・ノンフィクション特別編として放送している。）
  - スパイストラベラー

関西テレビ
※一部の番組は関西テレビ☆京都チャンネルでも放送された（2009年4月30日に閉局）。
- - 関西ジャニーズJr.出演番組
    - ほんじゃに! 2006年9月までは地上波1日先行放送でそれ以降は1週遅れ放送の変更。

  - 歩こ!バージン街図鑑
  - 恋愛情報バラエティー・ウソか!?誠か!?
  - 遠足TV!
  - 幸せさがしバラエティ 花モ、嵐モ!!
  - GO!GO!ガリバーくん（FNS近畿中国四国ブロック6局共同制作）
  - 恋愛バラエティ ピンどん（2006年10月 - 12月）
  - くろだ荘の宴（2007年1月 - 3月）
  - ミュージャック（2007年4月 - 2010年3月）
  - 京風流（京都チャンネル制作）
  - ワタシ2.1（2007年）
  - 国宝 重文の見方 巡礼・京都の至宝（京都チャンネル制作）
  - KYOTO塾
  - ボク達同級生!プロ野球昭和40年会VS48年会（毎年1月、年1回）
  - 関ジャニ∞のジャニ勉（ - 2011年3月29日）
  - 横山由依（AKB48）がはんなり巡る 京都・美の音色 → 横山由依（AKB48）がはんなり巡る 京都 いろどり日記
  - 神話戦士ギガゼウス

東海テレビ
- - おいしい時間
  - ☆もの
  - コスモ☆エンジェル
  - フューチャーガールズ
  - ぐっさん家

その他のFNS系列局制作
- - 知恵の輪ニッポン（テレビ新広島制作）※tvk、チバテレビ、テレ玉でも放送された。
  - どぉーだ!Presents タカトシ牧場（北海道文化放送制作）
  - からくり侍 セッシャー1（テレビ静岡制作）
  - おへんろ。八十八歩記〜四国を巡る88の物語〜（岡山放送、高知さんさんテレビ、テレビ愛媛制作）

他局との共同制作番組
BS-i（現：BS-TBS）
-   - 68 - （ショートフィルム（短編映画）を紹介する番組でフジテレビアナウンサーとTBSアナウンサーが一緒に番組を進行する。途中、どちらのショートフィルムを見る（BSフジとBS-iで流すものが異なる）ゾーンもあり（視聴者は「BSフジ」か「BS-i」か選ばなければならない）ショートフィルム終了後にアナウンサーの解説もあった。

ニッポン放送
-   - LF+Rシリーズ（平日朝6:30 - 8:00枠）
    - LF+Rモーニング YOUNG LIVE JAPAN ※フジテレビ721（現フジテレビTWO）でも放送された。
    - ヤングライブニッポンLF+RミュージックTV ※フジテレビ721でも放送された。
    - LF+RランキングTV カウントダウンニッポン

  - お笑いネクストブレーカー
  - オールナイトニッポンアゲイン

### その他（過去）
他局の制作番組
- - 青い森の国から（青森テレビ制作）※2005年3月まではBS-i（現・BS-TBS）で放送していた。
  - 京のいっぴん物語（KBS京都制作）
  - お伊勢さん（三重テレビ放送制作）
  - 熊野古道〜お伊勢さんからもうひとつの聖地へ〜（三重テレビ放送制作）
  - 芭蕉が詠む 祈りのこころ（三重テレビ放送制作）
  - 東京号泣教室 〜ROAD TO 2020〜
  - 料理昔ばなし 〜再現!江戸時代のレシピ〜
  - アニソンCLUB!（TOKYO MX製作）
  - お伊勢参り（三重テレビ制作）
  - 祈り〜神と仏と〜（三重テレビ制作）

日本国外制作番組（ドラマ、アニメを除く）
- - 韓流ネタバラエティ ウッチャッサ!（ 韓国SBS制作）

その他
- - Dの法則（「通販DJ」の前身）
  - 二重マル健康テレビ（開局当初 - 2001年3月のみ月曜 6:00 - 6:30に放送された）

## 放送事故
- 2022年1月23日午前（22日深夜）放送のアニメ番組『電脳コイル』1 - 6話一挙放送で、画面の中央付近が圧縮され、左右端は引き延ばされるような歪みが生じた。視聴者から「顔が縦長」「中央付近と両サイドで縦横比が違う」などと指摘を受けて、BSフジは同月26日「アスペクト比（画角比）変換の不具合による放送上の不体裁があった」と認め、視聴者に不快な思いをさせたとして謝罪。その上で放送済みの回を後日再放送すると明らかにした[22]。

## 不祥事
- ミニ番組『風の見た自然たち』2013年10月23日放送回で、高知県四万十市で撮影したとされていたカワセミの映像の一部が、実際は東京都葛飾区の都立水元公園で撮影されていたことが、放送翌日視聴者からの指摘で発覚した。翌週10月30日の番組内と公式サイトで謝罪し、番組は10月30日の放送を以って打ち切りとなった[23]。